# Забєлін Геннадій Степанович
Забєлін Геннадій Степанович (нар. 5 січня 1926, Іркутськ, СРСР — 8 жовтня 1998, Москва, Росія) — радянський та російський футболіст і футбольний напутник. Всю свою кар'єру провів в московському «Локомотиві». Тренував відому українську команду «Дніпро».
Учасник Другої світової війни — працював в колоні паротягів особливого резерву. Ремонтуючи вагони, пройшов бойовий шлях від Сталінграду до Вроцлава.